# Lisa (solgud)
Lisa är en solgudinna hos folken i Benin och Togo i Afrika och skall ha introducerat metallerna hos människorna. Han är tvillingbroder till sin följeslagare Mawu.